# Лауреати Нобелівської премії (видавнича серія)
Лауреати Нобелівської премії — серія книжок, які видавались у видавництві «Юніверс» починаючи з 2000 року. З 2008 року серію видає «Видавництво Жупанського».
До складу редакційної колеґії в різні періоди входили (в алфавітному порядку): Тетяна Денисова, Дмитро Затонський, Віктор Коптілов, Михайло Москаленко, Дмитро Наливайко, Ольга Сенюк, Григорій Халимоненко, Леонід Череватенко.

## Список виданих книжок
| Рік премії | Автор                     | Назва                          | Коментар | Перекладачі                                                          | Видавництво             | Рік  |
| ---------- | ------------------------- | ------------------------------ | --- | -------------------------------------------------------------------- | ----------------------- | ---- |
| 1905       | Генрик Сенкевич           | Хрестоносці                    | «Хрестоносці» — найвидатніший роман Сенкевича, одне з найбільших досягнень у жанрі польської історичної оповіді. У ньому йдеться про боротьбу поляків проти німецьких завойовників, про конфлікт між Польщею і Тевтонським орденом, війська якого були розгромлені об’єднаними силами слов’ян у Ґрюнвальдській битві 1410 року. Автор вводить у твір величезну кількість дійових осіб. Окрім головної сюжетної лінії, читач довідається і про кохання юного Збишка до Данусі, й про лицарські пригоди Мацька з Богданця, і про те, у якому стані перебувала тоді торгівля у місті, як був улаштований Тевтонський орден і що за порядки панували при дворі польського короля Ягелла… Роман «Хрестоносці» відіграв видатну роль у розвитку національної самосвідомості й у зміцненні патріотичних почуттів польського народу. | Євген Литвиненко                                                     | Видавництво Жупанського | 2020 |
| 1909       | Сельма Лаґерлеф           | Сага про Єсту Берлінґа         | Сельма Лаґерлеф належить до найбільших шведських письменників кінця ХІХ і початку ХХ сторіччя. У своїх творах вона зуміла відобразити найхарактерніші риси шведського національного характеру. Тому, хоч її яскрава, оригінальна творчість усе ж таки тяжіє до традиційної, класичної манери художнього зображення і сягає корінням у фольклор, вона мала і має великий вплив на видатних представників сучасної шведської літератури, навіть на тих, що належать до різних новітніх течій. Критика одностайно визнає, що поява «Саги про Єсту Берлінґа» Сельми Лаґерлеф знаменує собою початок епохи великого роману в шведській літературі. | Ольга Сенюк                                                          | Видавництво Жупанського | 2015 |
| 1916       | Вернер фон Гейденстам     | Воїни Карла ХІІ                | Опублікована у 1897—1898 роках збірка оповідань шведського письменника Карла Ґустава Вернера фон Гейденстама (1859—1940) «Воїни Карла XII» відзначається панорамністю, розмаїттям часу й місця дії, багатством поданого історичного матеріалу, філософсько-релігійно-історичною проблематикою та поетичністю. Головним героєм усієї збірки є король Карл Дванадцятий. Піднято питання про його роль в історії Швеції й роль самої цієї держави у світовій історії. | Олег Король                                                          | Видавництво Жупанського | 2015 |
| 1920       | Кнут Гамсун               | На зарослих стежках            | Гамсун завжди ставив перед собою завдання — не лише змальовувати вчинки своїх персонажів, а й проникати в усі сховки їхньої душі. В останній книжці «На зарослих стежках» він зробив спробу проникнути вглиб своєї душі і описати чи не найдраматичніші сторінки власного життя, коли йому в досить таки поважному віці довелося пережити відчай, розчарування і приниження. Письменник називає свій твір щоденниковими записами, але перед нами постає ціла мозаїка спогадів, що зворушують відвертістю, лаконізмом та іронією, за якими впізнається неповторний гамсунівський стиль. | Галина Кирпа                                                         | Видавництво Жупанського | 2013 |
| 1921       | Анатоль Франс             | Пінґвінський острів            | Анатоль Франс — класик французької літератури, удостоєний Нобелівської премії «За блискучі літературні дослідження, позначені витонченістю стилю, глибоко вистражданим гуманізмом та справді ґалльським темпераментом». У своїй творчості, зокрема в романі «Пінґвінський острів», він звертається до вольтерівської традиції — відроджує жанр філософського роману. «Пінґвінський острів» — один із шести романів Анатоля Франса з перекладацької спадщини Валер'яна Підмогильного, опублікований ще 1930 року. | Валер'ян Підмогильний                                                | Видавництво Жупанського | 2014 |
| 1923       | Вільям Батлер Єйтс        | Вибрані твори                  | До цієї книжки увійшли вибрані взірці лірики й драматургії великого ірландського письменника й громадського діяча. «Є поети, що їхні вірші надаються до ізольованого вивчення для досвіду й насолоди. Існують інші, поезія котрих, даючи досвід і насолоду, має таке ж історичне значення. Єйтс належить до останніх; він був одним із небагатьох, чия історія — це історія нашого власного часу, хто є частиною свідомости своєї епохи, що її без них неможливо збагнути.» Томас Стернз Еліот. | О. Мокровольський, М. Стріха, В. Коптілов, В. Коротич                | Юніверс                 | 2004 |
| 1925       | Бернард Шоу               | Вибрані твори. Том І           | До першого тому вибраних творів уславленого ірландського драматурга ввійшли такі п'єси: «Учень Диявола», «Професія пані Ворен», «Вдівцеві будинки», «Зальотник». | М. Овруцька, Є. Ржевуцька                                            | Видавництво Жупанського | 2008 |
| 1925       | Бернард Шоу               | Вибрані твори. Том II          | До другого тому вибраних творів уславленого ірландського драматурга ввійшли такі п'єси: «Цезар і Клеопатра», «Людина і надлюдина», «Андрокл і Лев», «Пігмаліон». | За редакцією О. Мокровольського                                      | Видавництво Жупанського | 2009 |
| 1925       | Бернард Шоу               | Вибрані твори. Том III         | До третього тому вибраних творів уславленого ірландського драматурга ввійшли такі п'єси: «Кандіда», «Майор Барбара», «Лікарева дилема», «Навернення капітана Брасбаунда». | За редакцією Владислава Носенка                                      | Видавництво Жупанського | 2010 |
| 1927       | Анрі Бергсон              | Творча еволюція.               | З'явившись у 1907 році, ця праця була сприйнята як інтелектуальний переворот на рівні з Ейнштейновою теорією відносности та вченням Фройда про підсвідомість. Величезний вплив «Творчої еволюції» на літературу XX століття. Життєвий порив, тривалість, становлення, інтуїція, як спосіб пізнання, безперервна творчість — цими ідеями живилися маніфести футуристів, сюрреалістів, кубістів, абстракціоністів, абстрактних експресіоністів, завдяки ним постала література «потоку свідомости», а після Другої світової війни її французький різновид — «новий роман». Грандіозна картина еволюції життя, блискуча поетично-наукова мова, нові філософські ідеї «Творчої еволюції» принесли Анрі Берґсону Нобелівську премію з літератури та світове визнання. | Роман Осадчук                                                        | Видавництво Жупанського | 2010 |
| 1929       | Томас Манн                | Зачарована гора. Том І         | Інтрига роману розгортається на початку минулого сторіччя. Молодий Ганс Касторп навідує двоюрідного брата в санаторії Давоса і потрапляє під чари мікрокосмосу тих, хто «живе нагорі». Серед неповторної атмосфери декадансу та зачаєної смерти Ганс Касторп знайомиться з яскравими персонажами: паном Сеттембріні, адвокатом поступу та просвітництва, містичним Нафтою, екзотичним Пепперкорном та магнетичною пані Шоша, втіленням любовного потягу. Тритижневі гостини Ганса Касторпа затягуються на довгі роки, й зачароване поле Гори розриває лише несподіваний удар грому, провісник війни. «Зачарована гора» — ключовий роман не лише німецької, а й всієї європейської літератури ХХ сторіччя. | Роман Осадчук                                                        | Юніверс                 | 2009 |
| 1929       | Томас Манн                | Зачарована гора. Том II        | Інтрига роману розгортається на початку минулого сторіччя. Молодий Ганс Касторп навідує двоюрідного брата в санаторії Давоса і потрапляє під чари мікрокосмосу тих, хто «живе нагорі». Серед неповторної атмосфери декадансу та зачаєної смерти Ганс Касторп знайомиться з яскравими персонажами: паном Сеттембріні, адвокатом поступу та просвітництва, містичним Нафтою, екзотичним Пепперкорном та магнетичною пані Шоша, втіленням любовного потягу. Тритижневі гостини Ганса Касторпа затягуються на довгі роки, й зачароване поле Гори розриває лише несподіваний удар грому, провісник війни. «Зачарована гора» — ключовий роман не лише німецької, а й всієї європейської літератури ХХ сторіччя. | Роман Осадчук                                                        | Юніверс                 | 2009 |
| 1929       | Томас Манн                | Сповідь афериста Фелікса Круля | Фелікс Круль, син збанкрутілого фабрикана шампанських вин, описує історію свого суспільного злету: від краденого в дитинстві шоколаду до ролі маркіза на аудієнції в короля Португалії. У останньому романі Томаса Манна через пригодницько-еротичний сюжет на кшталт «Історії мого життя» Джакомо Казанови пародіюється, доводячи до крайньої межі, традиція сповідної мемуаристики, закладена ще Святим Августином. | Роман Осадчук                                                        | Видавництво Жупанського | 2011 |
| 1947       | Андре Жід                 | Фальшивомонетники              | У цьому романі, що розглядається критиками як своєрідний «роман у романі» і започаткував цілу серію наслідувань у пізніші часи, серед них і так звану літературу «Нового роману», визначний майстер французького письменства із притаманною йому майстерністю психологічного та художнього мазка змальовує проблеми, що були нагальними для французького суспільства на зламі дев'ятнадцятого та двадцятого сторіч, зокрема торкається надзвичайно гострих аспектів взаємин між батьками та дітьми. | Віктор Шовкун                                                        | Юніверс                 | 2005 |
| 1949       | Вільям Фолкнер            | Світло в серпні                | Роман видатного майстра прози, американського письменника, лауреата Нобелівської премії Вільяма Фолкнера «Світло в серпні» відзначається складністю форми, змісту і тематики. Автор майстерно змальовує провінцію на півдні США в часовому проміжку від Громадянської війни до кінця 1920-х років і освітлює завжди болючі проблеми, зокрема найгострішу й найважливішу з них — расове питання. Твір належить до світової класики, його перекладено кількома десятками мов. У 1998 році редакція відомого видавництва «Модерн лайбрері» склала перелік найвидатніших літературних творів ХХ сторіччя. У цьому списку на чільному місці роман «Світло у серпні». Українською мовою друкується вперше. | Олег Король                                                          | Видавництво Жупанського | 2013 |
| 1949       | Вільям Фолкнер            | Шум і лють                     | «Шум і лють» Вільяма Фолкнера справедливо вважають одним із найвпливовіших романів ХХ століття, який став знаковим не лише для американського модернізму, а й для всієї американської літератури загалом. Сам же письменник цінував його чи не найбільше зі всього свого доробку. Один з найяскравіших художніх текстів напряму «південної школи», «Шум і лють» творить міф старого доброго американського Півдня, яким він став після поразки у Громадянській війні, та оповідає про давній і колись заможний південний рід, за чиїм розпадом і тлінням пропонують спостерігати читачеві. Через свідомість представників цього роду Вільям Фолкнер зі всією притаманною йому майстерністю показує нам світ-якого-більше-немає. Тут хитромудро переплітаються міфи та історія минулого, діти, які розплачуються за гріхи батьків, і батьки, які нічого і нікого не можуть відпустити. І лише такому великому художнику й мислителю, як Вільям Фолкнер, до снаги приборкати такі могутні теми. | Олександр Мокровольський                                             | Видавництво Жупанського | 2018 |
| 1953       | Вінстон Черчілль          | Саврола                        | Вінстон Черчілль відкрився для українського читача з вельми несподіваного боку – ще з радянських часів за ним міцно закріпилося реноме могутнього стовпа британської колоніальної імперії, поборника всього, що в розумінні комунізованих націй пов’язувалося з демократією і прагненням народів до свободи, такого собі герольда холодної війни. Але своїм твором “Саврола” автор, напевно, подивує всіх, хто цікавиться його величезною літературною спадщиною, адже дотепер його знали як яскравого публіциста й мемуариста, а тут він подарував нам не менш яскравий зразок прози. “Саврола” змусить навіть найприскіпливіших читачів поставити під сумнів імперіалістичну сутність автора, адже він недвозначно стає на бік усього прогресивного і демократичного, виразником чого виступає головний герой роману. Не менш переконливо в творі затавровано спроби правлячого в країні Лавранія режиму придушити виступ народу проти тиранії і обмеження демократичних свобод, і тут дивним чином проявляються алюзії-порівняння двох майданів, лавранійського і київського, розділених величезним часовим простором, а проте споріднених завдяки боротьбі за однакові для обох цінності – громадянські свободи й людську гідність. | Владислав Носенко                                                    | Видавництво Жупанського | 2017 |
| 1957       | Альбер Камю               | Щаслива смерть. Перша людина   | До тому вибраного Альбера Камю увійшли два його романи «Щаслива смерть» та «Перша людина», які за життя автора не були опубліковані. Якщо «Щаслива смерть» — це перший його твір, то роман «Перша людина» — його останній, недописаний роман, який було видано у Франції зовсім нещодавно. Це, власне, автобіографічний твір, глибоко психологічний та високохудожній, і вважається вершиною його творчості. Окрім цього, до тому ввійшли «Шведські бесіди», які були виголошені під час вручення Нобелівської нагороди. В Україні ці твори видаються вперше. | Григорій Філіпчук, Олег Жупанський, Віктор Шовкун                    | Юніверс                 | 2006 |
| 1960       | Сен-Жон Перс              | Поетичні твори                 | Книжка містить повний переклад усіх поетичних творів видатного французького поета. Крім того, друкуються його стокгольмська та флорентійська промови, а також висловлювання поета про власну творчість. Повністю поетичні твори Сен-Жон Перса друкуються в Україні вперше. | Михайло Москаленко                                                   | Юніверс                 | 2000 |
| 1964       | Жан-Поль Сартр            | Шляхи свободи. Зрілий вік      | У трилогії «Шляхи свободи» славетного французького письменника розглядається проблема свободи в сучасному суспільстві, яке накладає на індивіда численні обмеження у вигляді моральних соціальних обов'язків. Зберегти свою внутрішню свободу можна лише тоді, коли рішуче відкинути усе, що суперечить глибинним засадничим вимогам твого існування… «Зрілий вік» — перша частина трилогії «Шляхи свободи» в якій змальовано складний шлях до усвідомлення справжньої сутности свободи. | Леонід Кононович                                                     | Юніверс                 | 2006 |
| 1964       | Жан-Поль Сартр            | Шляхи свободи. Відстрочення    | У другому томі трилогії «Шляхи свободи» змальовано французьке суспільство, яке стоїть перед нелегким і болючим вибором: вступати у війну, щоб захистити другорядного союзника — чи поступитися агресорові, щоб зберегти мир у Європі? Хто виграє — той хто нападає першим чи лагідний і поступливий миротворець? Що важливіше — мир чи свобода? Кожен з героїв роману вирішує цю проблему по-своєму, та врешті політики приймають власне рішення… | Леонід Кононович                                                     | Юніверс                 | 2008 |
| 1964       | Жан-Поль Сартр            | Шляхи свободи. Смерть у душі   | В чім більше гідности: піддатися ворогові задля того, щоб уникнути марних жертв, чи вступити з ним у безнадійну боротьбу? Яка роль окремої особистості у вирі історії? Що може зробити кожен задля перемоги? Ці питання доводиться вирішувати героям третього тому трилогії «Шляхи свободи», і вибір кожного з них різний… | Леонід Кононович                                                     | Видавництво Жупанського | 2016 |
| 1964       | Жан-Поль Сартр            | Диявол і Господь Бог           | Події історико-філософської драми «Диявол і Господь Бог» відбуваються в Німеччині XVI сторіччя, в часи так званої Селянської війни. Письменник у своїй п’єсі, в притаманній йому філософській манері, надзвичайно по-сучасному порушує одвічні питання Добра і Зла, а також місію вільної людини у цьому світі. Свого часу Сартр написав, що був би дуже радий, якби майбутні покоління з усіх його творів пам’ятали роман «Нудота», а також… п’єсу «Диявол і Господь Бог». | Олег Жупанський                                                      | Видавництво Жупанського | 2021 |
| 1968       | Ясунарі Кавабата          | Вибрані твори                  | Всесвітньо визнаний класик сучасної японської прози, перший лауреат Нобелівської премії з літератури, присудженої йому 1968 року за «письменницьку майстерність, що з надзвичайною яскравістю виражає суть японського способу мислення». У цій збірці його творів представлено романи «Стугін гори» і «Давня столиця», за які, поряд з «Країною снігу» та «Тисячею журавлів», Шведська Академія наук відзначила автора такою високою нагородою. В ній також уміщено мало відомий за кордоном (досі не перекладений ні англійською, ні російською мовами) роман «Танцівниці», який описує драматичну повоєнну історію японської родини за складних тогочасних матеріальних і духовних обставин. З нього читач дізнається багато чого цікавого з історії японської літератури, буддійського мистецтва і модерного балету Європи та Азії. | Іван Дзюб                                                            | Юніверс                 | 2008 |
| 1969       | Самюель Бекет             | Молой                          | «Молой» — перший роман з трилогії, написаної французькою мовою, славетним ірландським письменником є одним з найкращих його франкомовних творів, про який критики свого часу писали: "…ця книжка найщедріша на обіцянки, які запропонувала нам сучасність після роману «Нудота». | Петро Таращук                                                        | Юніверс                 | 2006 |
| 1969       | Самюель Бекет             | Малон умирає                   | У книжці подано два останні романи своєрідної трилогії. Автор яскраво висвітлив мізерність і нікчемність існування людини за умов сучасного суспільства, гостре чуття самотности й закритости обріїв, безглуздість державного патерналізму й розпачливі намагання зберегти свою ідентичність під лавиною знеособлення, — й це все в парадоксально-абсурдній формі, герой трилогії (дарма що виступає під різними іменами) спершу марно живе, позбавлений сенсу існування, потім марно намагається вмерти і, нарешті, марно намагається з'ясувати, хто він. | Петро Таращук                                                        | Юніверс                 | 2009 |
| 1976       | Сол Беллоу                | Гендерсон, повелитель дощу     | Сол Беллоу — видатний американський письменник, який увійшов у літературу на початку 40-х років й відтоді опублікував кільканадцять романів і повістей, збірки оповідань, низку п'єс. Американська критика вважає його одним із найталановитіших письменників свого покоління. 1976 року Солові Беллоу присуджено Нобелівську премію з літератури «за твори, в яких співчуття до людей поєднане з тонким аналізом сучасної культури». Роман «Гендерсон, повелитель дощу» — один із головних його творів, написаний у своєрідному філософсько-притчевому ключі, де дуже виразно звучить тема відчуження людини у сучасному світі. | Віктор Шовкун                                                        | Видавництво Жупанського | 2016 |
| 1980       | Чеслав Мілош              | Вибрані твори                  | «Вибрані твори» укладено на основі аналогічного видання, — «Вибрані поезії», Краків, 1996, — яке уклав сам автор — дібравши найкращі, найцікавіші, на його власну думку, твори. Крім того, до книжки ввійшла промова, виголошена Чеславом Мілошем при отриманні Нобелівської премії, його лекції про поезію, прочитані в Гарвардському університеті й опубліковані під назвою «Свідчення поезії. Шість лекцій про недуги нашого сторіччя». Чеслав Мілош був не лише видатним поетом а й автором багатьох прозових — художніх, наукових та публіцистичних творів, які належать до скарбниці польської і світової культури і які, поки що, відомі в Україні лише знавцям польської мови. | Н. Сидяченко, Д. Павличко, Н. Білоцерківець, С. Шевченко, О. Забужко | Юніверс                 | 2008 |
| 1980       | Чеслав Мілош              | Земля Ульро                    | «Земля Ульро» Чеслава Мілоша (1911-2004), лауреата Нобелівської премії - книжка, яка належить до скарбниці польської і світової культури. Вона дає можливість зрозуміти духовну ідентичність митця, піддану тут автором глибокому самоосмисленню, простежити за його прискіпливим аналізом причин духовного викорінення сучасної людини, ознайомитися з Мілошевою візією щасливої цивілізації. | Наталя Сидяченко                                                     | Юніверс                 | 2015 |
| 1980       | Чеслав Мілош              | Долина Ісси                    | Повість «Долина Ісси» лауреата Нобелівської премії (1980) Чеслава Мілоша (1911-2004) – вже третя книжка, після поетичного тому «Вибрані твори»(2008) та есе «Земля Ульро» (2015) видатного польського автора, яку випускає видавництво «Юніверс». Попри те, що прозовий, цей твір написаний надзвичайно поетичною мовою і присвячений пізнанню митцем свого коріння. Головний герой «Долини Ісси», хлопчик Томаш (alter ego автора), шукає відповідей на питання: «Як це стається, що ти є тим, ким є?». Замислитись не лише над явленою ідентичністю героя, але й над своїм єством, а також над сутністю людини загалом, напевно спонукає цей мудрий і, як завше у Мілоша, глибоко філософський твір. | Наталя Сидяченко                                                     | Юніверс                 | 2018 |
| 1981       | Еліас Канетті             | Засліплення                    | Роман «Засліплення» визначного австрійського письменника XX ст. набув міжнародної слави й перекладений багатьма мовами світу. Трагічна історія знаменитого професора-синолога Петера Кіна, його безглузде одруження на власній економці Терезі, яка обертає йому життя на пекло, показує, як відчуженість і взаємне нерозуміння людей призводять до катастрофи. Філософська основа, глибокий психологізм, абсурдність людських характерів і разюча нездатність головних персонажів збагнути одне одного, що нагадує «вавилонське змішання мов», дали підставу назвати англійське видання твору «Аутодафе», американське й французьке — «Вавилонська вежа» (в німецькому оригіналі роман має назву «Die Blendung» — «Засліплення»). | Олекса Логвиненко                                                    | Юніверс                 | 2003 |
| 1985       | Клод Сімон                | Вибрані твори                  | До вибраних творів лауреата ввійшли два романи та «Стокгольмська промова». Перший роман «Дорога Фландрії» — найвідоміший твір письменника, за який, власне, він і отримав цю престижну премію. Роман «Зоосад» представляє пізній період творчости. З'явившись після тривалої перерви, він знову розбудив інтерес до творчости автора, якого багато критиків по-справжньому змогли оцінити лише тепер, називаючи одним із найбільших письменників усього ХХ сторіччя. | Роман Осадчук                                                        | Юніверс                 | 2002 |
| 1993       | Тоні Моррісон             | Пісня Соломона                 | Американська письменниця у своїх творах пише про соціальні проблеми негрів у США та роль жінки у сучасному світі. В романі «Пісня Соломона», поєднуючи історію та сучасність, відтворила риси чорної Америки як особливої етнічно-расової спільноти зі своєрідним менталітетом, який складався протягом трьох століть за умов рабства та боротьби за національну самосвідомість, проти духовної уніфікації. Для прози письменниці характерна соціально-побутова й історико-хронікальна зображальність, алегоричні, міфопоетичні мотиви (переважно з негритянського фольклору). Працювала в галузі книговидання, зокрема редактором у нью-йоркському видавництві «Рендом гаус». | Олег Король                                                          | Юніверс                 | 2007 |
| 1995       | Шеймас Гіні               | Вибрані твори                  | Шеймас Гіні народився 1939 року в графстві Деррі, у північній Ірландії. Перша збірка поезій, «Смерть натураліста», вийшла друком у 1966 році. Відтоді опубліковано чимало його книжок: поезія, критика, переклади, — які принесли йому заслужену славу одного з провідних поетів його покоління. | Олександр Мокровольський                                             | Юніверс                 | 2008 |
| 1999       | Ґюнтер Ґрас               | Бляшаний барабан               | Цей роман видатного сучасного письменника — перша частина епічної трилогії, до якої входять також повість «Кіт і мишка» та роман «Собачі роки». Уперше цей антифашистський твір надрукований у 1959 р. і викликав у суспільстві гучний скандал, а авторові приніс світову славу. Це — насичена деталями, сповнена неймовірних подій та цікавих персонажів, іронічна, а нерідко й саркастична німецька історія першої половини ХХ сторіччя. | Олекса Логвиненко                                                    | Юніверс                 | 2005 |
| 2004       | Ельфріде Єлінек           | За дверима                     | «За дверима» можливо, один з найжорстокіших романів Ельфріде Єлінек, лауреатки Нобелівської премії з літератури за 2004 рік. Хоча твір був написаний ще 1980 року, ті зловісні суспільні проблеми, які в ньому зачіпаються, актуальні й донині. Єлінек спокійно й відсторонено оповідає про підлітків, які бажаючи вийти з тіні старшого покоління, яке вони не розуміють і зневажають, поночі нападають на випадкових перехожих. | Оксана Курилас                                                       | Видавництво Жупанського | 2013 |
| 2008       | Жан Марі Ґюстав Ле Клезіо | Потоп                          | Автор народився в Ніцці 13 квітня 1940 року; походить з бретонської родини, що у XVIII сторіччі еміґрувала на острів Маврикій. Навчався у літературному університетському Колегіумі Ніцци, доктор наук. Незважаючи на численні мандрівки, починаючи з семи чи восьми років, ніколи не припиняв писати: поеми, казки, оповідання, новели, з яких жоден твір не був опублікований до «Протоколу», його першого роману, що вийшов друком у вересні 1963 року і за який письменник отримав премію Ренодо. Сьогодні його творчий доробок нараховує близько сорока томів. 1980 року він здобув Ґран-Прі Поля Морана Французької академії за роман «Пустеля». Почесний професор багатьох університетів. 2008 року став лауреатом Нобелівської премії в галузі літератури. З 1 січня 2009 року — офіцер Почесного легіону. | Галина Чернієнко                                                     | Видавництво Жупанського | 2010 |
| 2008       | Жан Марі Ґюстав Ле Клезіо | Золотошукач                    | «Золотошукач» — це розповідь про пошук своєї ідентичности у заплутаному жорстокому світі, це спроба відповіді на кричущі питання розгубленого людства, яке знемагає від невмотивованого духовного і фізичного насилля, що панує у так званому проявленому світі, насилля, що спричинює безкінечні конфлікти, втягує в них цілі народи і нищить життя на планеті і саму планету. Це також щира розповідь про справжню дружбу, велику любов і чисте кохання… | Галина Чернієнко                                                     | Видавництво Жупанського | 2011 |
| 2014       | Патрік Модіано            | Щоб не загубитися у місті      | Патрік Модіано посідає досить поважне місце в сучасній французькій літературі. Він автор тридцяти романів, лауреат багатьох літературних премій, серед яких Ґонкурівська і Нобелівська. Ця книжка Модіано з'явилась у книгарнях 2 жовтня 2014 року, майже водночас із присудженням йому Нобелівської премії з літератури. | Ярослав Коваль                                                       | Видавництво Жупанського | 2017 |